# Kretenzische boogschutters
Kretenzische boogschutters zijn een soort boogschutters uit de klassieke oudheid en de middeleeuwen. Ze waren zeer bruikbaar in legers, omdat ze zeer zwaar getraind waren en omdat de grote rijken en machten zoals de Griekse stadstaten (Athene, Sparta, Thebe, ...) en de Romeinen zelf eigenlijk geen boogschutters hadden. Bij deze laatsten behoorden de boogschutters dan tot de Auxilia. De pijl en boog werden in Kreta al vanaf 2200 v.C. gebruikt. Een mozaïek uit Knossos uit 1700 v.C. beeldt boogschutters af. De Kretenzische boogschutters gebruikten een soort composietboog, gemaakt uit pezen, hoorn en kernhout. Alexander De Grote gebruikte deze boogschutters in zijn leger en onder het cohort Cretum Sagiattorum vochten ze mee tegen de Daciërs. Ook vochten ze mee in de Vierde Kruistocht en in het beleg van Constantinopel. Ze droegen linothorax of leren mantels en helmen.